# Ernst-Wilhelm Rahe

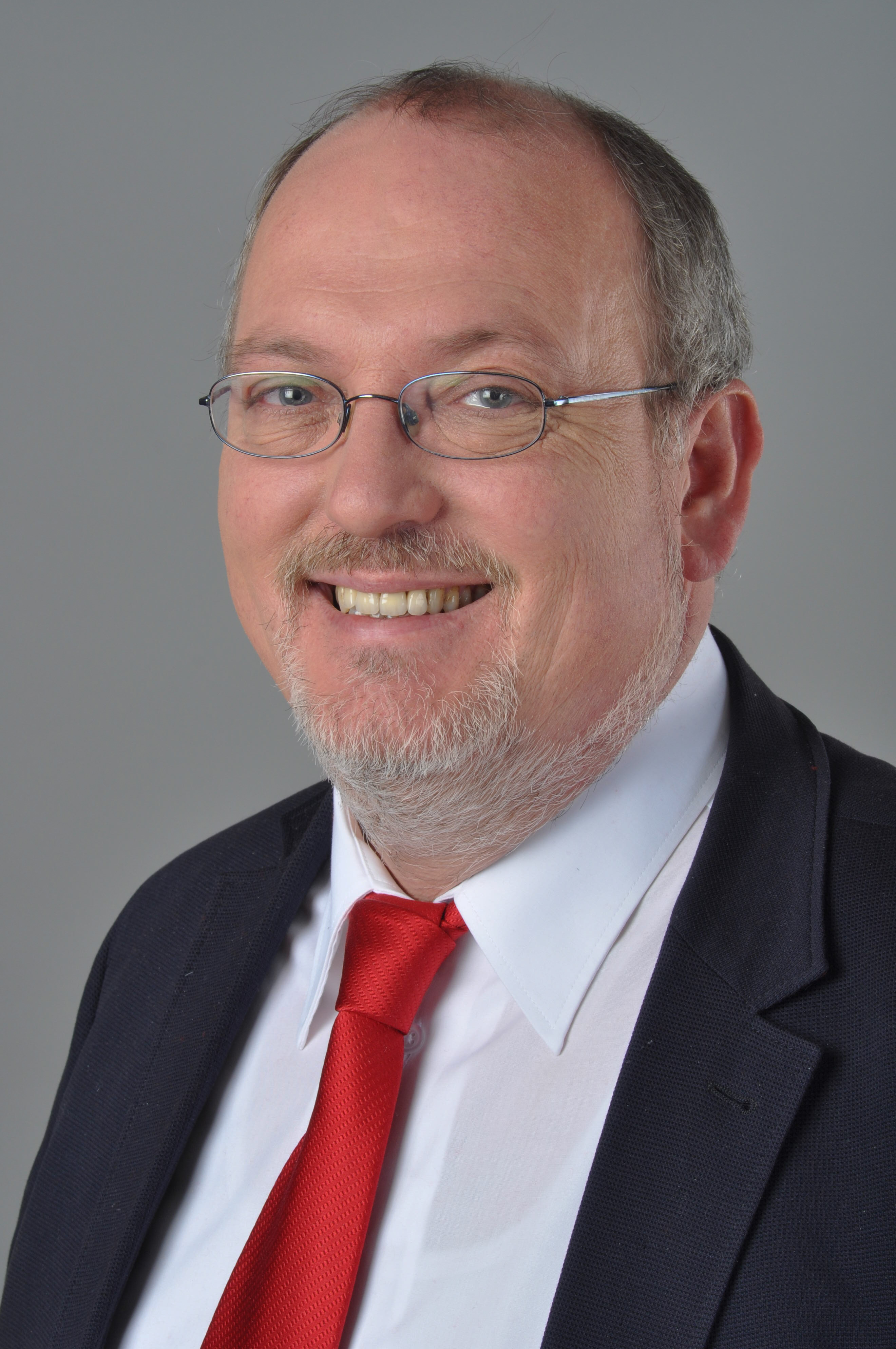
Ernst-Wilhelm Rahe (2013)

Ernst-Wilhelm Rahe (* 29. Dezember 1958 in Bad Oeynhausen) ist ein deutscher Politiker der SPD. Er war von 2012 bis 2017 und von 2019 bis 2022 Landtagsabgeordneter in Nordrhein-Westfalen.

## Ausbildung und Beruf
Rahe stammt aus der Hüllhorster Ortschaft Tengern. Er studierte von 1980 bis 1984 Sozialarbeit an der Fachhochschule Bielefeld mit dem Abschluss Diplom-Sozialarbeiter. Danach arbeitete er in diesem Beruf beim Paritätischen Wohlfahrtsverband, Kreisgruppe Minden-Lübbecke. Von 1988 bis 2012 war Rahe Fachberater in der Medien- und Öffentlichkeitsarbeit beim Paritätischen Wohlfahrtsverband NRW. Seit 2001 ist er zudem Fachreferent in der Behindertenhilfe beim Paritätischen Wohlfahrtsverband in Nordrhein-Westfalen.

## Politik
Rahe trat 1976 in die SPD ein. Bei der Landtagswahl 2012 trat er, nachdem er zuvor schon 2010 in dem Landtagswahlkreis Minden-Lübbecke I als Nachfolger für den SPD-Kandidaten und Landtagsabgeordneten Karl-Heinz Haseloh erfolglos angetreten war, erneut für die SPD Minden-Lübbecke als Direktkandidat an und gewann erstmals den Wahlkreis. Bei der Landtagswahl am 14. Mai 2017 konnte er das Direktmandat nicht verteidigen und schied aus dem Landtag aus.
Nachdem am 2. Mai 2019 der SPD-Abgeordnete Guido van den Berg gestorben war, rückte Rahe am 10. Mai 2019 in den Landtag nach. Nach der Landtagswahl 2022 schied er wieder aus dem Landtag aus.